# علاقات الأمم المتحدة وإسرائيل
العلاقات بين الاتحاد الأوروبي وإسرائيل تتميز بطابع معقّد ومتعدد الأبعاد، يجمع بين التعاون الاقتصادي، والسياسي، والأمني، إلى جانب وجود توترات بشأن بعض القضايا الإقليمية. وتلعب هذه العلاقات دورًا محوريًا في تشكيل السياسات الأوروبية تجاه الشرق الأوسط. 

## التعاون الاقتصادي

### اتفاقية الشراكة
دخلت اتفاقية الشراكة بين الاتحاد الأوروبي وإسرائيل حيّز التنفيذ في عام 2000، وتهدف إلى إقامة منطقة تجارة حرّة، مما أدى إلى زيادة كبيرة في حجم التبادل التجاري بين الجانبين. 

#### البحث والابتكار
تشارك إسرائيل في عدد من برامج البحث والابتكار الأوروبية، من أبرزها برنامج أفق 2020، وهو ما يعكس اهتمام الاتحاد الأوروبي بتعزيز التعاون في مجالات العلوم والتكنولوجيا. 

## التعاون السياسي

### التنسيق السياسي
يعقد الاتحاد الأوروبي وإسرائيل مشاورات دوريّة تتناول قضايا إقليمية ودولية، بما في ذلك عملية السلام في الشرق الأوسط والأمن الإقليمي. 

#### دعم حل الدولتين
يدعم الاتحاد الأوروبي حل الدولتين كأساس لتحقيق السلام بين إسرائيل والفلسطينيين، ويؤكد باستمرار على أهمية إنهاء الاحتلال وإقامة دولة فلسطينية مستقلة. 

## التعاون الأمني

### مكافحة الإرهاب
يوجد تنسيق بين الاتحاد الأوروبي وإسرائيل في مجال مكافحة الإرهاب والأمن الإقليمي، حيث يشتركان في القلق من التهديدات الأمنية المتصاعدة في المنطقة. 

#### المستوطنات
يعبر الاتحاد الأوروبي عن قلقه إزاء التوسع الاستيطاني الإسرائيلي في الضفة الغربية، ويعتبره غير قانوني بموجب القانون الدولي. 

##### حقوق الإنسان
يثير الاتحاد الأوروبي قضايا متعلقة بحقوق الإنسان في الأراضي الفلسطينية، ويطالب إسرائيل بتحسين الأوضاع الإنسانية في تلك المناطق. 

## التعاون الثقافي والتعليمي
يشارك الطلاب والباحثون الإسرائيليون في برامج التبادل الأكاديمي الأوروبية، مما يسهم في تعزيز التفاهم والتقارب بين الثقافات المختلفة. 

## دور إسرائيل في السياسات الأوروبية
تلعب إسرائيل دورًا استراتيجيًا في السياسة الأوروبية تجاه الشرق الأوسط، إذ تعتبر شريكًا هامًا في مواجهة التحديات الإقليمية، لا سيما فيما يتعلق بالتهديدات الإيرانية والجماعات المتطرفة. 